# Hôtel Kaiserhof
L'hôtel Kaiserhof est un grand hôtel, aujourd'hui disparu du centre de Berlin qui se trouvait sur la Wilhelmplatz, au n°3/5. C'était le premier hôtel de grand luxe de la capitale allemande.

## Historique
La décision de construire ce palace est prise en 1872 par la Berliner Hotel AG (renommée plus tard Berliner Hotelgesellschaft) et le projet confié au bureau d'architectes von der Hude & Hennicke. La construction a lieu de 1873 à 1875. Un incendie se déclare quelque temps avant l'inauguration de l'hôtel, en octobre 1875. Celle-ci est donc repoussée, après travaux, au début de 1876.
Le Kaiserhof disposait de 260 chambres, avec tout le confort moderne de l'époque et le luxe apprécié par une clientèle habituée aux palaces européens. Ce fut le premier hôtel de Berlin dont toutes les chambres avaient une salle de bains individuelle, à avoir l'eau courante et à avoir le téléphone à la fin du siècle. L'hôtel bénéficie dès son ouverture du chauffage central à vapeur, d'ascenseurs pneumatiques et de l'éclairage au gaz.
L'hôtel accueille en 1878 les délégués du congrès de Berlin et nombre de personnalités gravitant autour de cet événement majeur de la diplomatie bismarckienne. La Wilhelmplatz est située au centre du pouvoir de l'Empire allemand, avec nombre de bâtiments officiels et de ministères qui s'y trouvent, en premier lieu la chancellerie.

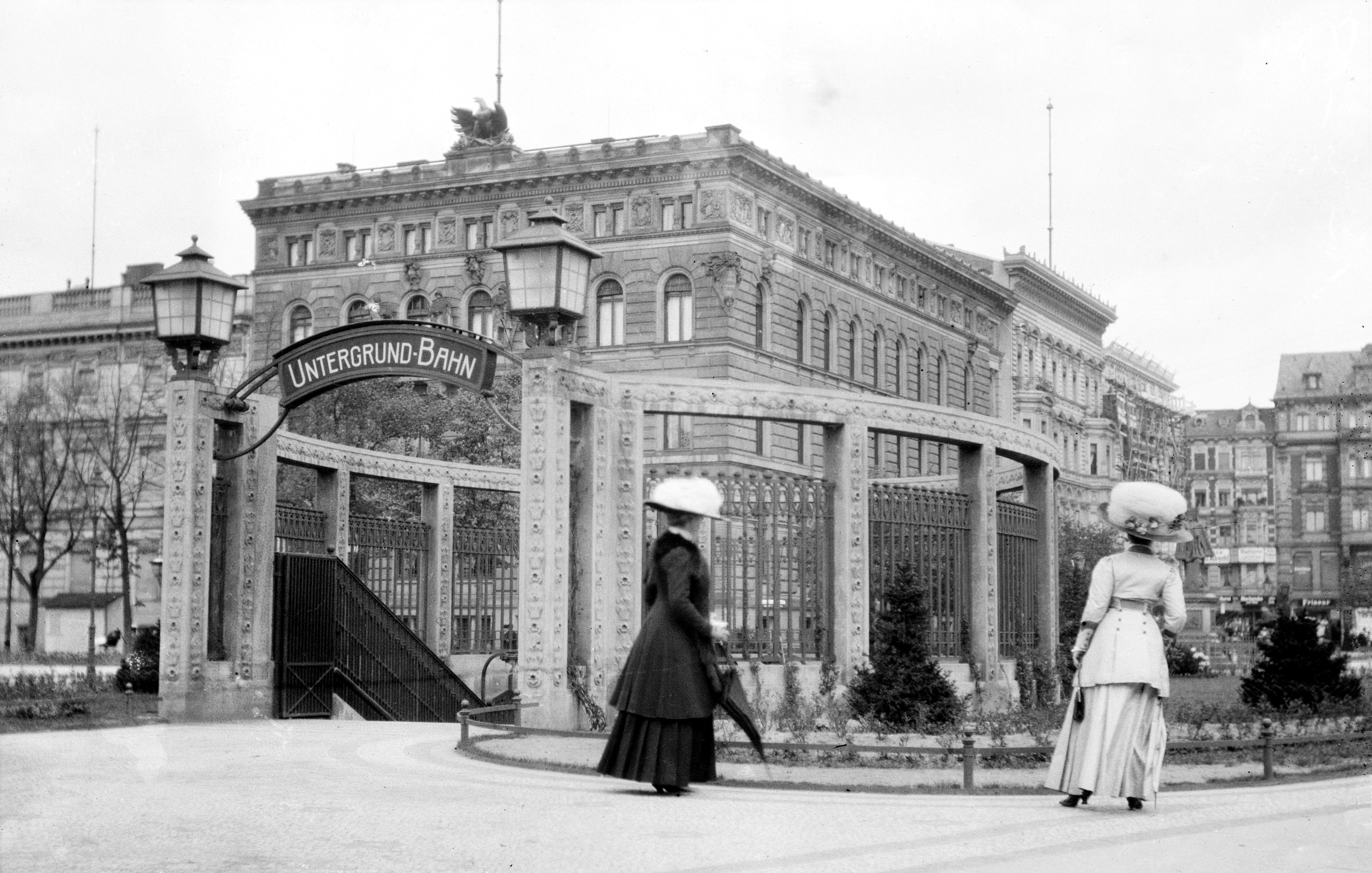
Sortie de la station de métro Kaiserhof.

Il doit subir après 1907 la concurrence de l'hôtel Adlon, sur la Pariser Platz, qui lui ravit la première place dans le domaine du luxe et du confort. En 1908, est construite la station de métro Kaiserhof (aujourd'hui Mohrenstraße), qui donne directement devant l'entrée de l'hôtel.
Les années de la Belle Époque wilhelminienne avec ses hôtes d'État, ses réceptions fastueuses, et sa clientèle aristocratique européenne sont définitivement passées, avec l'écroulement de l'Empire, les émeutes de l'hiver 1918-1919, la crise financière catastrophique des années 1920. La compagnie Aschinger AG obtient en 1924 la majorité des parts de la société qui gère aussi l'hôtel Baltic. Le Kaiserhof devient déficitaire et provoque des difficultés financières à ses propriétaires. Une tentative de le vendre à l'État en 1926 échoue.
À cette époque la société propriétaire sympathise avec les tendances nationalistes de l'après-guerre et ouvre ses portes à différents groupuscules opposés au régime de la république de Weimar. L'hôtel continue d'arborer les couleurs de l'Empire, rouge, blanc noir, et non pas celles or, rouge, noir du nouveau régime. Mais l'hôtel accueille aussi des réunions de la bourgeoisie libérale comme celles du club SeSiSo, dont sera issu plus tard le cercle anti-nazi Solf.
Viktoria von Dirksen (de), seconde épouse du diplomate Willibald von Dirksen (1852-1928), organise tous les jeudis les soirées du « club national » auxquelles participe de temps à autre Adolf Hitler. Il reçoit en 1931 dans sa suite une délégation des industriels les plus importants d'Allemagne. Il s'installe à l'hôtel de façon permanente en 1932, jusqu'à sa venue au pouvoir quelques mois plus tard en janvier 1933. Le dernier étage devient donc un centre de coordination du NSDAP.

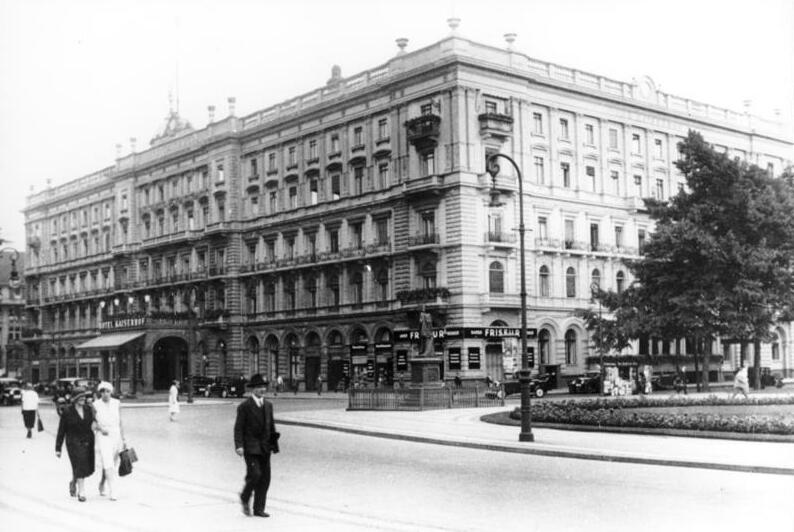
Vue de l'hôtel en 1931.

Lorsqu'il obtient la citoyenneté allemande, en vue des élections, Hitler organise une réception à l'hôtel. Il est élu au Brunswick.
Goering y donne aussi en avril 1935 une réception pour son remariage avec l'actrice Emmy Sonnemann. Goebbels écrit ses Mémoires des années de combat avec un titre significatif, Du Kaiserhof à la chancellerie, ce qui peut se comprendre comme de la cour impériale (Kaiserhof en allemand) à la chancellerie (pour prendre le pouvoir). Il suffisait donc de traverser la place à pied.
Les premières bombes anglaises tombent sur l'hôtel en novembre 1943, provoquant un incendie. L'attaque du 23 novembre 1943 lui est fatale. En février 1945, il est à nouveau la cible de bombardements, puis de tirs d'artillerie soviétiques qui le détruisent complètement pendant la bataille de Berlin. Il est rasé après la guerre.
L'ambassade de Corée du Nord en Allemagne (alors République démocratique allemande) est construite à son emplacement en 1974. Elle s'y trouve toujours depuis l'institution des relations diplomatiques entre la Corée du Nord et la République fédérale d'Allemagne en 2001.

## Galerie

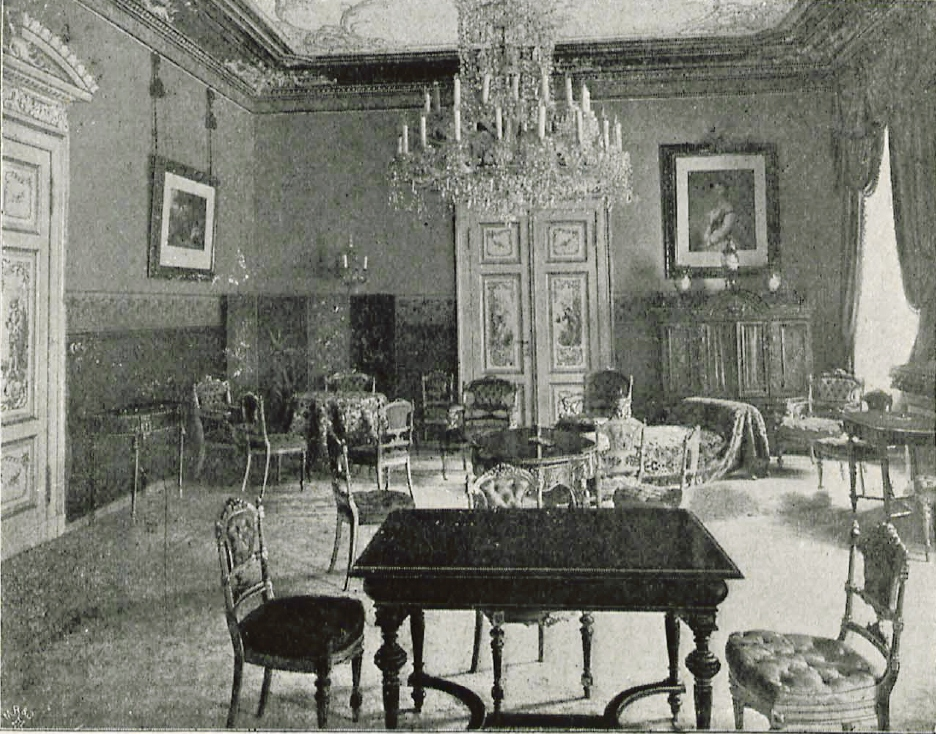
Salon d'entrée.
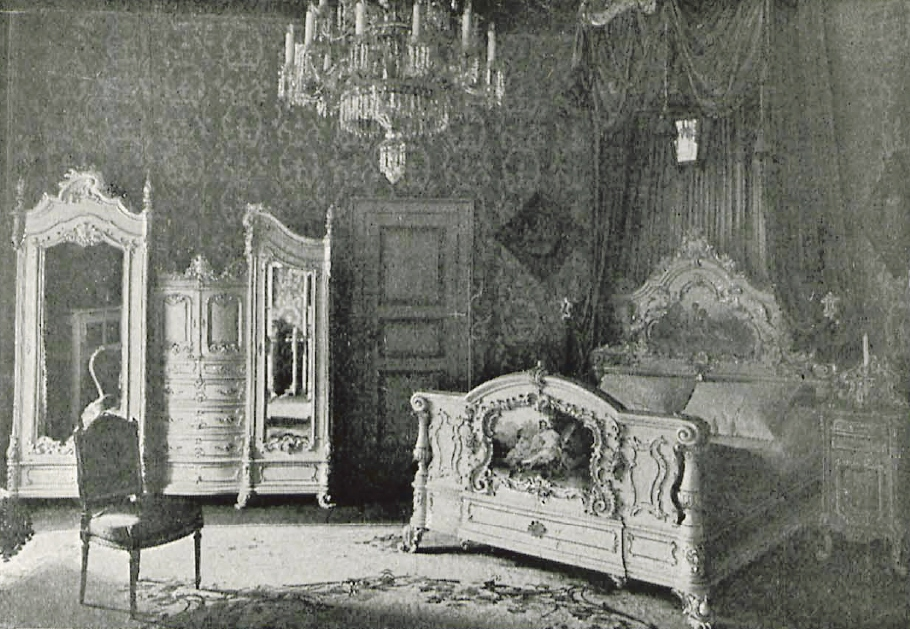
Chambre luxueuse.
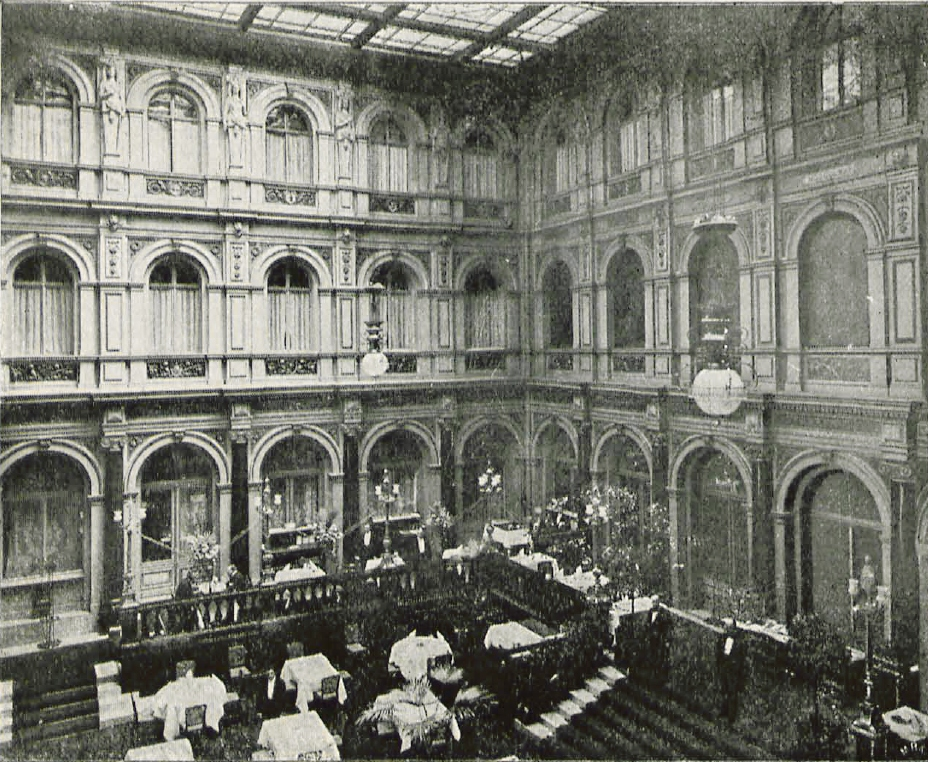
Restaurant.
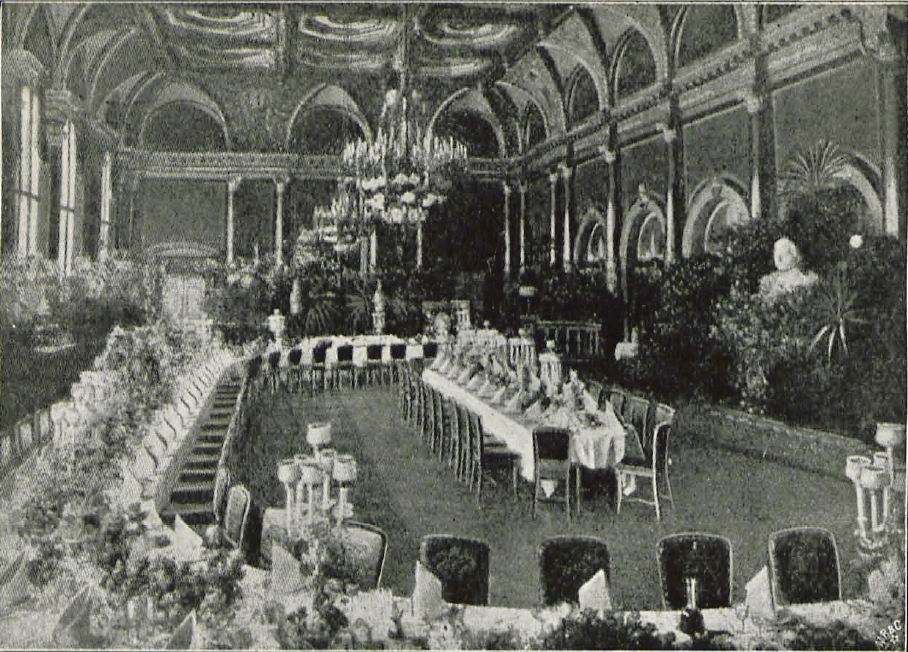
Salle des fêtes.
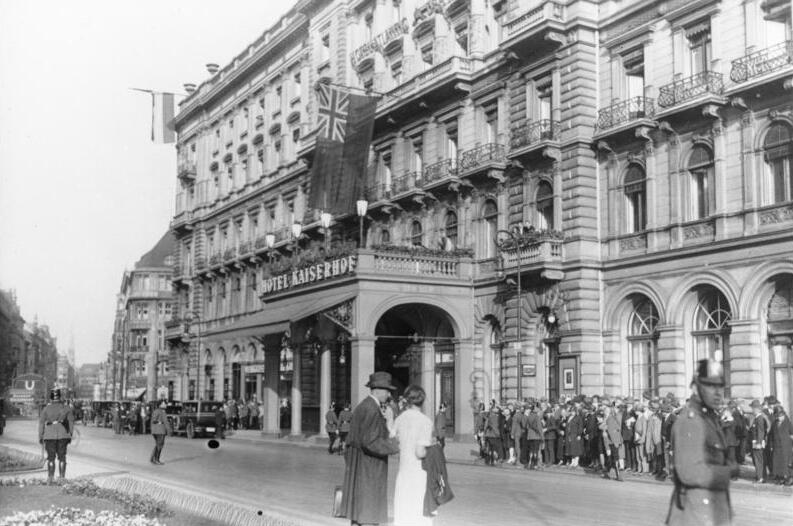
Entrée de l'hôtel en 1928.
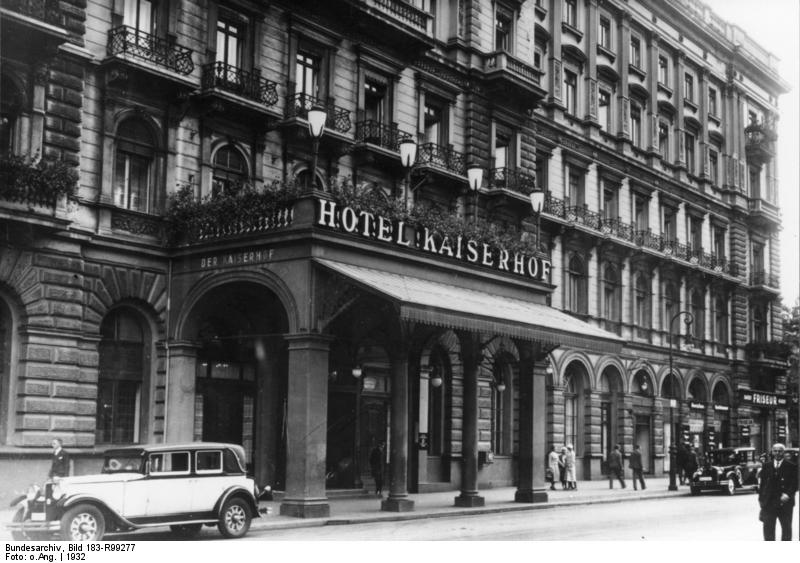
Entrée de l'hôtel en 1932.
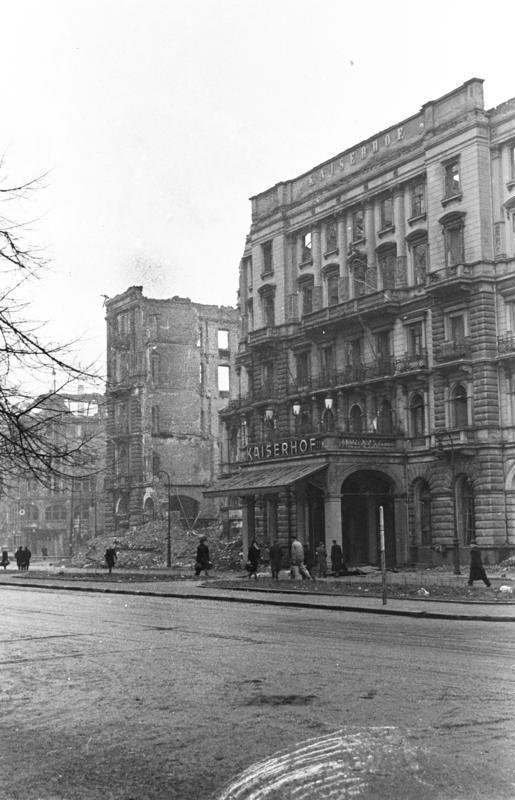
L'hôtel détruit, en février 1945.